# Brookfield Zoo
Brookfield Zoo, även Chicago Zoological Park,  är en djurpark som ligger i Chicagoförorten Brookfield i Illinois. Djurparken är omkring 87 hektar och där huserar cirka 450 djurarter. Den öppnade 1 juli 1934, och var uppfört enligt en modell, som introducerats av Hagenbeck i Hamburg, med vallgravar och diken istället för burar för att hålla djur separerade från varandra och besökarna. Djurparken ägs av naturskyddsmyndigheten Cook Forest Preserve District och drivs av Chicago Zoological Society. 
Något år efter öppnandet blev djurparken den första utanför Kina som hade jättepandor. Den första pandan, Su Lin, stoppades upp och finns på Field Museum of Natural History. År 1960 byggde Brookfield Zoo landets första inomhusdelfinarium, och på 1980-talet introducerade de Tropic World, USA:s första regnskogssimulering inomhus och då världens största.

## Historik
År 1919 donerade John D. Rockefellers dotter, Edith Rockefeller McCormick mark som hon hade fått från sin far i bröllopspresent till Cook County Forest Preserve District för bygga en djurpark. Cook County skänkte ytterligare 40 hektar och 1921 bildades Chicago Zoological Society. Byggandet tog inte fart på allvar förrän 1926, när en öronmärkt "djurpaksskatt" infördes. När depressionen drabbade USA, minskade takten, men satte åter fart i slutet av 1931. Djurparken öppnade 30 juni 1934, och i slutet av september samma år hade de haft över en miljon besökare. Två år senare hade parken haft fyra miljoner besökare.
Under djurparkens första årtionden fanns en smalspårsjärnväg som tog besökarna runt parkens ytterkant norra entrén det gamla delfiinariet i parkens södra ände. På en liten prärie i västra delen fanns bisonoxar som bara kunde ses från tåget och skulle föra tankarna till Vilda Västern. Järnvägen togs bort i mitten av 1980-talet, och banvallen används som servicevägar. Stationen vid entrén, North Gate-stationen, finns kvar och fungerar som snack-bar. 
På 1950-talet introducerades ett djusjukhus, en djurpark för barn, och den Theodore Roosevelt fontänen, som blivit en symbol för parken.
På 1960-talet hade parken en nedgång, men en ekonomisk satsning, där bland annat obligationer gavs ut för att finansiera lyftet gjorde djurparken till en av USA:s främsta. Tropic World, den då största utställningen inomhusdjurparken i världen, skapades av den franska arkitekten Pierre Venoa och öppnades i tre steg för världsdelarna Afrika, Asien och Sydamerika mellan 1982 och 1984.
Parken har bara tvingats stänga fem gånger: 14 september 2008 efter skador av ett skyfall, 2 februari 2011, efter en snöstorm; 18–19 april 2013, efter översvämningar från ett skyfall, januari 2019 på grund av köl och från 19 mars till 1 juli 2020, på grund av coronaviruspandemin 2019–2021.